# Vertatur

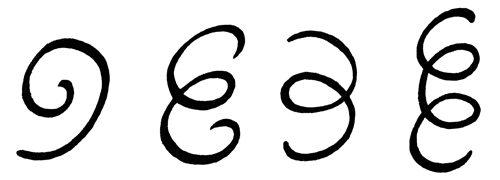
Signe vertatur : 1. Angleterre, États-Unis, Pays-Bas, Italie ; 2-3. France ; 4. Italie.

Le vertatur, mot latin signifiant « qu’il soit retourné », est un signe de correction typographique signifiant que la lettre signalée (ou le groupe de lettres, de mots, ou la ligne) doit être retournée (c’est-à-dire, en principe, remise à l’endroit).
Cette faute était fréquente en typographie, où un ou plusieurs caractères, voire des lignes entières, dans le cas d’une composition par Linotype, pouvaient être placés dans le mauvais sens.
Le vertatur est un tracé qui illustre le mouvement de retournement à faire : soit une petite spirale, soit (en France) une double boucle évoquant un chiffre 3 inversé (parfois non inversé, mais cette forme était déconseillée pour éviter toute confusion).